# 刘柳
刘柳（？—416年），字叔惠，南阳郡（今河南南阳）人。东晋官員。汉朝宗室后裔，曾祖父刘乔、父亲刘耽。
刘柳有名誉。年轻时担任清要官，历任尚书左右仆射。当时右丞傅迪好广读书而不解其义，柳唯只读《老子》而已，傅迪常常轻视。刘柳说：“卿读书虽多，而无所解，可谓书簏矣。”时人推重刘柳的话。刘柳历任徐州、兖州、江州刺史。晋安帝义熙二年（416年）六月为尚书令，都乡亭侯，同年去世，赠右光禄大夫、开府仪同三司。